# Signe Hasso
Signe Hasso (ur. 15 sierpnia 1915, zm. 7 czerwca 2002) – szwedzka aktorka filmowa i telewizyjna. Zmarła na zapalenie płuc

## Filmografia
seriale
- 1946: Lights Out
- 1959: Bonanza jako Christina Vandervort
- 1972: Ulice San Francisco jako Psychiatra Olga Vasilia
- 1980: Magnum jako Lucia Prince
- 1982: Fame jako Frieda Grauer

film
- 1937: Haxnatten jako Majken Celsing
- 1943: Assignment in Brittany jako Elise
- 1943: Niebiosa mogą zaczekać jako Mademoiselle
- 1944: Historia doktora Wassella jako Bettina
- 1944: Siódmy krzyż jako Toni
- 1945: Dom przy 92 ulicy jako Elsa Gebhardt
- 1947: Podwójne życie jako Brita Kaurin
- 1975: The Black Bird jako Dr. Crippen
- 1975: Nigdy nie obiecywałem ci ogrodu pełnego róż jako Helene
- 1998: One Hell of a Guy jako Ciotka Vivian

## Wyróżnienia
Posiada swoją gwiazdę na Hollywoodzkiej Alei Gwiazd.